# 沃爾納特格羅夫鎮區 (北卡羅萊納州格蘭維爾縣)
沃爾納特格羅夫鎮區（英語：Walnut Grove Township）是位於美國北卡羅萊納州格蘭維爾縣的一個鎮區。

## 地方資料
沃爾納特格羅夫鎮區的面積為171.20平方千米，皆為陸地。根據2020年美國人口普查的數據，當地共有人口2118人，而人口密度為每平方千米12.37人。